# Doris Šarić-Kukuljica
Doris Šarić-Kukuljica (Dubrovnik, 17. ožujka 1960.) je hrvatska kazališna, televizijska i filmska glumica.

## Filmografija

### Televizijske uloge
- "Majstori" kao Marica Kotačić (2022.)
- "Velikani hrvatskog glumišta" kao sudionica dokuserijala (2018.)
- "TIN: 30 godina putovanja" kao izvođačica Ujevićevih pjesama (2017.)
- "Areta" kao Spomenka (2016.)
- "Crno-bijeli svijet" kao Milica Kurtela (2016. – 2020.)
- "Da sam ja netko" kao Edita (2015.)
- "Hitna 94" kao Mira Radić (2008.)
- "Olujne tišine 1895.-1995." kao Mireille Deltour (1997.)
- "Slavlje Božićne noći" (1992.)
- "San bez granica" (1991.)
- "Nepokoreni grad" (1982.)

### Filmske uloge
- "Plavi cvijet" kao Ankica (2021.)
- "Lada Kamenski" kao glumica #3 (2018.)
- "Črna mati zemla" kao majka (2018.) - TV-kazališna predstava
- "Deer boy (Dječak jelen)" kao mama (2017.)
- "Ti mene nosiš" kao Edita (2015.)
- "Zvjerka" kao Vera (2015.)
- "Trebalo bi prošetati psa" kao knjižničarka (2014.)
- "Projekcije" kao Zdenka (2013.)
- "Moj sin samo malo sporije hoda" kao Ana (2013.)
- "Nije sve u lovi" kao Robijeva majka (2013.)
- "Bella Biondina" kao Celestina (2011.)
- "Moram spavat', anđele" kao Safija (2007.)
- "Kradljivac uspomena" (2007.)
- "Duga mračna noć" kao Milada (2004.)
- "Polagana predaja" kao blagajnica (2001.)
- "Srce nije u modi" kao Štukina majka (2000.)
- "Tužna Jele" kao Jele (1998.) - TV-kazališna predstava
- "Kuća duhova" kao Ana (1998.)
- "Sedma kronika" kao Sestra Rozalija (1996.)

## Nagrade
- 1987. Prvomajska nagrada (Udruženje dramskih umjetnika) za ulogu Nore u drami Nora Henrika Ibsena.
- 1994. Orlando (Dubrovačke ljetne igre) za ulogu Hekube u Držićevoj Hekubi.
- 1992. Srebrna plaketa za najbolju žensku ulogu (Televizijski festival u Rimu) za TV adaptaciju Hekube.
- 1994. Nagrada "Dubravko Dujšin" (Vjesnik) za ulogu Pauline Salas u drami Smrt i djevojka, A. Dorfmana.
- 1994. Nagrada hrvatskog glumišta (HDDU) za ulogu Jele u predstavi Tužna Jele, M. Vodopića.
- 1995. Marul (Marulićevi dani) za ulogu Medeje u predstavi Medeja 1995., J. Vele.
- 1995. Zlatni smijeh (Dani satire) za ulogu Medeje u predstavi Medeja 1995., J. Vele.
- 1996. Nagrada "Veljko Maričić" (Međunarodni festival malih scena) za ulogu Keely u predstavi Keely i Du, J. Martin.
- 1996. Nagrada za najbolju glumicu (Festival glumca)  za ulogu Keely u predstavi Keely i Du, J. Martin.
- 1997. Marul (Marulićevi dani) za ulogu Nine u predstavi Plastične kamelije, D. Lukića.
- 1999. Nagrada za najbolju glumicu (Festival glumca) za ulogu Jasmin u predstavi Alpsko rumenilo, P. Turrinija.
- 2001. Nagrada hrvatskog glumišta (HDDU) u kategoriji najbolje sporedne ženske uloge za ulogu Rosaure u predstavi Život je san.
- 2004. Nagrada hrvatskog glumišta (HDDU) u kategoriji najbolje ženske uloge za ulogu Jele u predstavi Ekvinocijo.
- 2006. Marul (Marulićevi dani) za ulogu Mare Gundulić u predstavi Cvijeta Zuzorić.
- 2007. Nagrada hrvatskog glumišta (HDDU) u kategoriji ženske uloge u lutkarskim ili dječjim predstavama za ulogu u predstavi Baltazar Ane Tonković Dolenčić.
- 2009. Zlatni smijeh (Dani satire) za ulogu u predstavi Zagrebački pentagram.
- 2010. Nagrada "Veljko Maričić" (Međunarodni festival malih scena) za epizodne uloge u predstavama Oprostite, mogu li vam ispričati? i Zagrebački pentagram.
- 2010. Nagrada "Mediteran" (Međunarodni festival malih scena, žiri dnevne novine Novi list) za ulogu u predstavi Zagrebački pentagram.
- 2012. Marul (Marulićevi dani) za ulogu Ane u predstavi Moj sin samo malo sporije hoda Ivora Martinića.
- 2012. Nagrada "Veljko Maričić" (Međunarodni festival malih scena) za epizodnu ulogu u predstavi Moj sin samo malo sporije hoda Ivora Martinića.
- 2012. Nagrada "Ivo Serdar" (Dani satire Fadila Hadžića) za ulogu najbolje prihvaćenu od publike za Anu u predstavi Moj sin samo malo sporije hoda Ivora Martinića.
- 2012. Nagrada hrvatskog glumišta (HDDU) za ulogu Ane u predstavi Moj sin samo malo sporije hoda Ivora Martinića.
- 2013. Nagrada hrvatskog glumišta (HDDU) za ulogu Broja Jedan u predstavi Alan Ford.
- 2018. Zlatna arena (Pulski filmski festival) za glavnu žensku ulogu u filmu Lada Kamenski.
- 2019. Orlando (Dubrovačke ljetne igre) za ulogu Mare u Vojnovićevom Geraniumu.
- 2020. Nagrada Vladimir Nazor (Republika Hrvatska) za ulogu Elze u predstavi Dobro je dok umiremo po redu Ivora Martinića.
- 2021. Nagrada za najbolju žensku ulogu (Dani satire Fadila Hadžića) za ulogu Elze u predstavi Dobro je dok umiremo po redu Ivora Martinića.

## Vanjske poveznice
- Doris Šarić-Kukuljica u internetskoj bazi filmova IMDb-u (engl.)
- Stranica na Zekaem.hr